# Horácio (Disney)
Horácio (no original: Horace Horsecollar) é um personagem da Disney, um cavalo antropomórfico. Foi criado por Walt Disney e Ub Iwerks e apareceu pela primeira vez no curta The Plow Boy, de 1929, ainda não antropomórfico, onde também debutou a vaca Clarabela, com quem faria par romântico daí por diante.
Horácio por vezes aparece como um mecânico de carros sempre requisitado por Mickey e Pateta, e atuou como um detetive no jogo Epic Mickey.
que hoje tem (pateta) como inimigo pelo roubo da namorada e horácio nunca mais foi visto

## Nomes em outros idiomas
- Alemão: Rudi Ross
- Búlgaro: Хорас Хамут
- Chinês: 贺斯
- Croata: Horacije
- Dinamarquês: Klavs Krikke
- Espanhol: Horacio
- Estoniano: Suksu Rangipuu
- Finlandês: Polle Koninkaulus
- Francês: Horace Horscellar
- Grego: Οράτιος Χαλινάρης
- Holandês: Karel Paardepoot
- Indonésio: Karel Kuda
- Inglês: Horace Horsecollar
- Italiano: Orazio
- Japonês: ホーレス
- Norueguês: Klaus Knegg
- Polonês: Horacy
- Romeno: Horace Cabalo
- Russo: Хорас
- Sueco: Klasse
- Tcheco: Horác